# Durio oblongus
Durio oblongus är en malvaväxtart som beskrevs av Maxwell Tylden Masters. Durio oblongus ingår i släktet Durio och familjen malvaväxter. Inga underarter finns listade i Catalogue of Life.